# Bercimuel
Bercimuel település Spanyolországban, Segovia tartományban. Bercimuel Cedillo de la Torre, Cilleruelo de San Mamés, Campo de San Pedro, Fresno de Cantespino, Sequera de Fresno és Pajarejos községekkel határos. Lakosainak száma 36 fő (2024).

## Népesség
A település népessége az elmúlt években az alábbi módon változott:
| Lakosok száma | 94   | 84   | 71   | 57   | 46   | 35   | 27   | 24   | 31   | 36   |
|               | 2001 | 2004 | 2007 | 2009 | 2012 | 2014 | 2017 | 2019 | 2022 | 2024 |